# Norman Thomas Gilroy
Norman Thomas Gilroy (Sydney, 22 januari 1896, aldaar, 21 oktober 1977) was een Australisch kardinaal.
Gilroy volgde onderwijs bij de Broeders Maristen in Sydney. Hij studeerde vervolgens aan St. Columba's College aldaar. Tussen 1919 en 1924 studeerde hij in Rome, waar hij zijn studies aan het Pauselijk Urbaniana Athenaeum "De Propaganda Fidei" in 1924 afsloot met een doctoraat in de theologie. 
Hij werd op 24 december 1923 priester gewijd door de Nederlandse kardinaal Willem Marinus van Rossum C.SS.R. In 1924 keerde hij terug naar Australië waar hij als secretaris werd toegevoegd aan de Apostolische Delegatie. In 1930 werd hij secretaris van de bisschop van Lismore.
Op 10 december 1934 benoemde paus Pius XI Gilroy tot bisschop van Port Augusta. Hij ontving zijn bisschopswijding op 7 maart 1935 uit handen van Filippo Bernardini, apostolisch delegaat in Australië. Als wapenspreuk koos hij Christus Lux Mea (Christus is mijn Licht). Ruim twee jaar later werd hij bevorderd tot titulair aartsbisschop van Cipsela en tot aartsbisschop-coadjutor van Sydney. Op 8 maart 1940 overleed zijn voorganger Michael Kelly, zodat Gilroy vanaf die datum geldt als vijfde aartsbisschop van Sydney.
Tijdens het consistorie van februari 1946 creëerde paus Pius XII hem - tegelijkertijd met de Nederlandse aartsbisschop Johannes de Jong - kardinaal. De Santi Quattro Coronati werd zijn titelkerk. Hij was de eerste kardinaal die geboren was op Australische bodem. Kardinaal Gilroy nam deel aan het Conclaaf van 1958, dat leidde tot de verkiezing van paus Johannes XXIII en aan het Tweede Vaticaans Concilie dat door deze paus bijeengeroepen was. Hij was ook een van de kieskardinalen tijdens het conclaaf van 1963 dat paus Paulus VI aanwees als opvolger van Johannes XXIII. Hij werd in 1970 gekozen tot Australiër van het jaar. In 1971 vroeg en kreeg hij op grond van zijn leeftijd ontslag. Hij ging wonen in een huis voor emeriti priesters, gerund door de Kleine Zusters van de Armen.
Kardinaal Gilroy overleed, 81 jaar oud, in een ziekenhuis in Sydney. Hij werd bijgezet in de kathedrale kerk aldaar.
- Australian Dictionary of Biography: gilroy-sir-norman-thomas-10308
- Gemeinsame Normdatei: 1033606111
- International Standard Name Identifier: 0000 0000 6525 2250
- Nationale bibliotheek van Australië: 35862050
- Trove: 1469317
- Virtual International Authority File: 93612536
- WorldCat: E39PBJt8g3MvyHjPJy6WJFMkjC